# Ferdinand-Auguste Lapasset
Pour les articles homonymes, voir Lapasset.
Ferdinand-Auguste Lapasset est un général de division français, né à Saint-Martin-de-Ré le 29 juillet 1817, mort à Toulouse le 16 décembre 1875.

## Biographie
Il passe les premières années de sa vie à Saint-Martin-de-Ré, puis à Toulouse.
Il intègre l'École militaire de Saint-Cyr en 1835.
En 1840, il part pour l'Algérie où il est rapidement promu au rang de capitaine, il y reste 28 ans.
Promu général de brigade en 1865 il est rappelé en métropole, et se distingue pendant la guerre de 1870, jusqu'à la capitulation de Metz où il est fait prisonnier.
En 1871, il est nommé sous-préfet de Limoux.
À la fin de sa vie, il entre en politique et est élu conseiller général du canton de Salles-sur-l'Hers, dans le département de l'Aude.
Propriétaire du château de Montauriol (11410), sa tombe y est toujours visible et mentionne : Armée du Rhin siège de Metz 1870 - La brigade mixte ne rend ses drapeaux à personne et ne se repose sur personne de la triste mission de les brûler (et c'est signé :) Gal Lapasset

### Sources
- Notice dans Hervé Roques, Dictionnaire de l'Ile de Ré.

● Ferdinand Auguste Lapasset, un général rétais, Didier Jung, Éditions Les Indes Savantes, 2023.